# Батуми (локомотивное депо)
Локомотивное депо Батуми — локомотивное депо Грузинской железной дороги. В служебной документации обозначается как ТЧ-2 ГРЖД. Находится на территории станции Батуми-Сортировочная.

## История
Депо было открыто как железнодорожные мастерские в 1883 году, одновременно со строительством железнодорожной линии Самтредиа — Батуми. Старые дореволюционные построения были снесены в 1954 году из-за невозможности принимать электровозы, а на их месте были построены новые, более просторные здания. На сегодняшний день локомотивное депо Батуми состоит из тепловозного депо, электровозного депо, мастерской, где производится осмотр и ремонт локомотивов, а также помещения для отдыха локомотивных бригад (депо также служит оборотным для локомотивных бригад из других депо Грузинской железной дороги).
К 2012 году депо было ликвидировано.

## Приписанный подвижной состав
По состоянию на 2011 год к депо Батуми были приписаны маневровые тепловозы ТЭМ2 и ТЭМ2У (это единственное депо в Грузии, где эксплуатируются данные тепловозы), ЧМЭ3, электровозы ВЛ8 и ВЛ10. К депо приписаны также мотовозы и автомотрисы ремонтных бригад. Из электропоездов к депо был приписан электропоезд ES-004. Ранее к депо также были приписаны электропоезда ЭР2, а во времена СССР — электросекции СР3.

## Тяговые плечи
Депо обслуживало линию Батуми — Самтредиа и ответвление Натанеби — Озургети. Также маневровые тепловозы, приписанные к депо Батуми, обслуживают Батумский морской порт и предприятия, расположенные в городе Батуми.